# Зрновска река
Зрновска река је лева притока Брегалнице у Северној Македонији. Река протиче кроз Зрновску котлину и Зрново (8 km јужније од Кочана) по којима је и добила име. Река извире на падинама планине Плачковице. Према количини воде коју има представља најбогатију са водом од свих притока Брегалнице. На реци је изграђена хидроцентрала што је у великој мери изменила природни ток реке и животне услове у њој. Река је дугачка 24 km, а површина слива јој је 38 km². Река припада Егејском сливу.